# イヴァン・トニー
イヴァン・トニー（Ivan Toney、1996年3月16日 - ）は、イングランド・ノーサンプトン出身のプロサッカー選手。アル・アハリ・サウジFC所属。ポジションはFW。

## クラブ経歴
地元クラブであるノーサンプトン・タウンFCでキャリアをスタート。2012年11月、FAカップ1回戦のブラッドフォード・シティAFC戦でトップチームデビュー。このとき16歳で、クラブの最年少出場記録を更新した。ノーサンプトンでは全公式戦60試合に出場し、13得点を挙げた。 
2015年8月6日、プレミアリーグのニューカッスル・ユナイテッドFCに完全移籍。8月15日のリーグカップで移籍後初出場を飾ったが、以後は出場機会の確保に苦戦し、下位クラブへの期限付き移籍を繰り返した。
2018年8月9日、リーグ1のピーターバラ・ユナイテッドFCに完全移籍。2019-20シーズンは24ゴールを決め、リーグ得点王の個人タイトルを獲得した。
2020年8月31日、EFLチャンピオンシップのブレントフォードFCと5年契約を結んだ。移籍金はクラブレコードの1000万ポンドが支払われた。2020-21シーズンもゴールラッシュを継続し、2004-05シーズンにEFLチャンピオンシップが開始されて以来、過去最高となる31ゴールを決め得点王を獲得した。昇格プレーオフ決勝のスウォンジー・シティAFC戦でもゴールを決め、クラブのプレミアリーグ初昇格に大きく貢献した。
2023年5月、賭博規則違反により2024年1月17日までの8ヵ月間の出場停止処分が課せられた。
2024年8月31日、アル・アハリ・サウジFCに移籍した。

## 代表経歴
2023年3月26日、UEFA EURO 2024予選のウクライナ代表戦にて、81分にハリー・ケインとの途中交代でイングランド代表デビューを飾った。

## タイトル

### クラブ
バーンズリー
- フットボールリーグトロフィー: 2015–16[14]

ウィガン
- EFLリーグ1: 2017–18[15]

アル・アハリ
- AFCチャンピオンズリーグエリート : 2024-25

### 個人
- EFLチャンピオンシップ得点王: 2020–21[16]
- EFLリーグ1得点王: 2019-20
- EFLチャンピオンシップ年間ベストイレブン: 2020-21
- EFLリーグ1年間ベストイレブン: 2019-20
- EFLリーグ1年間MVP: 2019-20[17]